# Forest Hill (Texas)
Forest Hill város az USA Texas államában, Tarrant megyében. Lakosainak száma 13 955 fő (2020. április 1.).

## Népesség
A település népességének változása:

| 2010 | 12 355 |
| 2020 | 13 955 |